# Szécsényi Ferenc (operatőr)
Szécsényi Ferenc (Sárszentmihály, 1922. március 23. – Budapest[forrás?], 2014. május 15.) Kossuth- és Balázs Béla-díjas magyar operatőr.

## Életpályája
Szülei Szécsényi Ferenc és Szabó Irén voltak. Szegény paraszti családban született. Kétéves korában veszítette el édesanyját, apját bevitték katonának, nagynénjéhez került. 1937-ben étel kihordó volt Budapesten, 1938-ban pedig nyomdai kisegítő lett. Apja Villányi bárónál dolgozott, aki a Magyar Filmiroda főrészvényese volt. Segítségével került 1939-ben a Filmirodához, ahol először segédlaboráns volt, később pedig asszisztens. A második világháború idején behívták katonának. A repülősöknél elvégzett egy 9 hónapos repülőfényképész tanfolyamot, majd 1944-ben a frontra került. 1945 februárjában került haza. Tanársegéd, 1946-ban pedig segédoperatőr lett. Eiben István, Hegyi Barnabás és több más operatőr mellett dolgozott. 1956-ban Fábri Zoltán megkérte, hogy legyen a következő filmjének a Hannibál tanár úr című filmnek az operatőre. Az 1956-os forradalom idején Bécsben és Prágában tartózkodott. Második filmje 1957-ben a Bolond április volt, majd az elkövetkező években olyan filmeknek volt az operatőre, mint a Hideg napok, a Két félidő a pokolban és az Egri csillagok. 1982-ben nyugdíjba vonult. 1997-ben volt utolsó operatőri munkája a Kovács András rendezésében készült Valahol Magyarországon című játékfilmben. Utolsó dokumentumfilmje az 1987-ben készült In memoriam Gyöngyössy Imre volt. 2004-ben a 35. Magyar Filmszemlén a Magyar Mozgókép Mestere díjat kapta.

## Filmjei

### Játékfilmek
- Hannibál tanár úr (1956)
- Bolond április (1957)
- A nagyrozsdási eset (1957)
- Vasvirág (1958)
- Édes Anna (1958)
- Bogáncs (1959)
- Alázatosan jelentem (1960)
- Dúvad (1960)
- Két félidő a pokolban (1961)
- Felmegyek a miniszterhez (1962)
- Elveszett paradicsom (1962)
- Angyalok földje (1962)
- Fagyosszentek (1962)
- Utolsó előtti ember (1963)
- Hogy állunk, fiatalember? (1963)
- Igen (1964)
- Az életbe táncoltatott leány (1964)
- Nem (1965)
- Szentjános fejevétele (1966)
- A férfi egészen más (1966)
- Édes és keserű (1966)
- Hogy szaladnak a fák (1966)
- Egri csillagok (1968)
- Lássátok feleim (1968)
- Hideg napok (1968)
- Próféta voltál szívem (1968)
- Az utolsó kör (1968)
- Virágvasárnap (1969)
- Kapaszkodj a fellegekbe! (1971)
- Csínom Palkó (1973)
- Bekötött szemmel (1975)
- Az öreg (1975)
- Két pont között a legrövidebb görbe (1976)
- Ki látott engem? (1977)
- A közös bűn (1978)
- Hanyatt-homlok (1985)
- Valahol Magyarországon (1987)

### Tévéfilmek
- Kincskereső kisködmön (1973)
- A hátvéd halála és feltámadása (1981)
- Villám (1983)
- Akli Miklós (1986)

### Dokumentumfilmek
- Soroksári út 160. (1972)
- In memoriam Gyöngyössy Imre (1997)

## Díjai, elismerései
- Balázs Béla-díj (1960, 1965)
- Filmkritikusok díja (1963)
- Érdemes művész (1968)
- Kossuth-díj (1970)
- Oberhauseni díj (1975)
- Kiváló művész (1976)
- SZOT-díj (1988)
- A filmkritikusok életműdíja (2002)
- Magyar Mozgókép Mestere (2004)
- Hazám-díj (2007)